# Saftstation
En saftstation (även saftfabrik) är en fabriksanläggning där råsaften utvinnes ur sockerbetor.
En saftstation fungerade undantagslöst som en filial till ett närbeläget sockerbruk, där saften sedan omvandlades till råsocker. De byggdes, liksom sockerbruken, i anslutning till någon järnvägslinje. Råsaften kunde ledas per rörledning eller transporteras i tankvagn mellan saftstation och sockerbruk. Landets tre första saftstationer uppfördes år 1894. 
I Sverige har byggts saftstationer i Eslöv, Gärsnäs, Teckomatorp och Klågerup. 1934–1954 fungerade Ängelholms sockerbruk som saftstation till Hasslarps sockerbruk.